# Listă de dirijori români de muzică populară
Aceasta este o listă a dirijorilor de muzică populară românească.
| Poză               | Nume               | Instrument                  | Orchestre dirijate | Orchestre fondate                                                                                          |
| ------------------ | ------------------ | --------------------------- | --- | --- |
|                    | Alexandru Busuioc  | vioară                      | Orchestra „Doina Argeșului” din Pitești | — |
|                    | Anatol Albin       | —                           | Orchestra Ansamblului „Perinița” | — |
|                    | Constantin Arvinte | —                           | Orchestra Ansamblului „Ciocârlia” | — |
|                    | Constantin Busuioc | vioară                      | Orchestra „Doina Olteniei” din Craiova Orchestra de muzică populară Radio | — |
|                    | Constantin Dinicu  | vioară                      | Orchestra de muzică populară Electrecord Orchestra „Dezrobirea” | — |
|                    | Constantin Mirea   | vioară                      | Orchestra de muzică populară Radio Orchestra Ansamblului „Ciocârlia” | — |
|                    | Dan Moisescu       | vioară                      | Orchestra „Brâulețul” din Constanța Orchestra „Miorița” din Brașov | — |
|                    | Dumitru Botezatu   | vioară                      | Orchestra „Doina Olteniei” din Craiova | — |
|                    | Dumitru Crețu      | —                           | Orchestra „Doina Moldovei” din Iași | — |
|                    | Emanuel Elenescu   | —                           | Orchestra Ansamblului Artistic CFR Giulești | — |
|                    | Emil Gavriș        | vioară                      | Orchestra de muzică populară Radio (1952) Orchestra „Brâulețul” din Constanța (1965-1967) Orchestra „Doina Argeșului” din Pitești (1967-1968) Orchestra „Doina Ilfovului” | — |
| Florian Economu    | Florian Economu    | contrabas                   | Orchestra „Doina Argeșului” din Pitești Orchestra de muzică populară Radio Orchestra „Barbu Lăutaru” | — |
|                    | George Botez       | —                           | Orchestra „Flacăra Prahovei” din Ploiești | — |
|                    | George Moreanu     | —                           | Orchestra „Doina Argeșului” din Pitești | — |
|                    | George Sârbu       | —                           | Orchestra „Ciprian Porumbescu” din Suceava | — |
| George Vancu       | George Vancu       | —                           | Orchestra de muzică populară Radio (1960-1989) | — |
|                    | Gelu Barabancea    | —                           | Orchestra Ansamblului „Jiulețul” Orchestra „Doina Gorjului” din Târgu Jiu (1968-1973) | Orchestra „Doina Gorjului” din Târgu Jiu                                                                   |
|                    | Grigore Albin      | —                           | Orchestra de muzică populară a Sfatului Popular al Capitalei | — |
|                    | Ion Albeșteanu     | vioară                      | Orchestra de muzică populară Radio Orchestra „Doina Bărăganului” | — |
| Ion Luca-Bănățeanu | Ion Luca-Bănățeanu | vioară                      | Orchestra de muzică populară Radio Orchestra „Barbu Lăutaru” Orchestra „Carpați” | Orchestra de muzică populară Radio Orchestra „Barbu Lăutaru” Orchestra „Carpați”                           |
| Ion Mărgean        | Ion Mărgean        | vioară                      | Orchestra de muzică populară Radio Orchestra Ansamblului „Ciocârlia” Orchestra Ansamblului „Perinița” | — |
|                    | Ionel Banu         | vioară                      | Orchestra de muzică populară Radio Orchestra „Barbu Lăutaru” Orchestra „Dezrobirea” | — |
|                    | Ionel Budișteanu   | vioară                      | Orchestra de muzică populară Radio Orchestra „Barbu Lăutaru” Orchestra de muzică populară Electrecord Orchestra Ansamblului „Perinița” Orchestra Ansamblului „Rapsodia Română” Orchestra de muzică populară a Sfatului Popular al Capitalei Orchestra „Grigoraș Dinicu” Orchestra Ansamblului Artistic al U.T.M. | Orchestra de muzică populară Electrecord Orchestra Ansamblului „Rapsodia Română” Orchestra „Doina Oltului” |
|                    | Ionel Dinicu       | vioară                      | Orchestra de muzică populară Radio Orchestra Ansamblului „Ciocârlia” Orchestra Ansamblului „Perinița” | — |
|                    | Ionel Gotescu      | acordeon, vioara, contrabas | Orchestra „Doina Moldovei” din Iași | — |
|                    | Ionel Puia         | vioară                      | Orchestra „Doina Gorjului” din Târgu Jiu (1982-1996) | — |
|                    | Ilie Tetrade       | vioară                      | Orchestra „Înfrățirea” din Cluj Orchestra de muzică populară a Filarmonicii de Stat din Cluj | — |
|                    | Marius Olmazu      | vioară                      | Orchestra de muzică populară Radio | — |
|                    | Marin Ghiocel      | vioară                      | Orchestra „Doina Gorjului” din Târgu Jiu (1991-2003) | — |
|                    | Mielu Florescu     | acrodeon                    | Orchestra de muzică populară Radio | — |
|                    | Mitică Ionescu     | —                           | Orchestra „Doina Moldovei” din Iași | — |
|                    | Moise Belmustață   | vioară                      | Orchestra „Carpați” | — |
|                    | Nelu Stan          | vioară                      | Orchestra de muzică populară Radio | — |
|                    | Nelu Toma          | —                           | Orchestra de muzică populară Radio Orchestra „Chindia” din Târgoviște Orchestra „Doina Vrancei” din Focșani | — |
|                    | Nelu Urziceanu     | vioară                      | Orchestra de muzică populară Radio | — |
|                    | Nicolae Băluță     | clarinet                    | Orchestra de muzică populară Radio Orchestra Ansamblului „Perinița” Orchestra „Doina Ilfovului” | Orchestra „Doina Ilfovului”                                                                                |
|                    | Nicolae Irimescu   | vioară                      | Orchestra „Cindrelul” din Sibiu | — |
|                    | Nicolae Novac      | vioară                      | Orchestra „Taraful Gorjului” (1949-1968) | Orchestra „Taraful Gorjului”                                                                               |
|                    | Nicolae Patrichi   | —                           | Orchestra Ansamblului „Perinița” | — |
|                    | Nicolae Perescu    | —                           | Orchestra „Lazăr Cernescu” din Caransebeș (devenită „Doina Banatului”) | — |
|                    | Nicolae Voinescu   | vioară                      | Orchestra „Nicolae Bălcescu” din Craiova | — |
| Nicu Stănescu      | Nicu Stănescu      | vioară                      | Orchestra „Ciocârlia” a Sindicatelor de Artiști (1946-1949) Orchestra de muzică populară Radio (1949-1953) Orchestra „Barbu Lăutaru” (1949-1970) Orchestra de muzică populară Electrecord Orchestra „Dezrobirea”                                                                                                 | Orchestra „Ciocârlia” a Sindicatelor de Artiști                                                            |
| Nicușor Predescu   | Nicușor Predescu   | vioară                      | Orchestra de muzică populară Radio | — |
|                    | Paraschiv Oprea    | acordeon, pian              | Orchestra de muzică populară Radio Orchestra Ansamblului „Rapsodia Română” | — |
|                    | Petrică Moțoi      | vioară                      | Orchestra „Doina Românească” | Orchestra „Doina Românească”                                                                               |
| Radu Voinescu      | Radu Voinescu      | clarinet                    | Orchestra de muzică populară Radio Orchestra Ansamblului „Doina” al Armatei Orchestra Ansamblului Tineretului și Studenților Orchestra „Doina Bărăganului” | — |
|                    | Savel Horceag      | —                           | Orchestra Ansamblului Artistic CFR Giulești | — |
|                    | Stelian Ghiocel    | vioară                      | Orchestra „Doina Gorjului” din Târgu Jiu (1973-1982) | — |
|                    | Traian Târcolea    | vioară                      | Orchestra Ansamblului „Ciocârlia” Orchestra de muzică populară a Sfatului Popular al Capitalei | — |
|                    | Tudor Pană         | vioară                      | Orchestra Ansamblului „Ciocârlia” | — |
|                    | Valeriu Vărzaru    | saxofon, clarinet           | Orchestra „Carpați” | — |
| Victor Predescu    | Victor Predescu    | vioară                      | Orchestra „Barbu Lăutaru” a Sindicatelor de Artiști (1946-1949) Orchestra de muzică populară Radio (1950-1975) Orchestra Ansamblului „Ciocârlia” | Orchestra „Barbu Lăutaru” a Sindicatelor de Artiști Orchestra Ansamblului „Ciocârlia”                      |
|                    | Viorel Doboș       | —                           | Orchestra Ansamblului „Ciocârlia” Orchestra Ansamblului „Perinița” | — |
|                    | Zisu Georgescu     | vioară                      | Orchestra „Barbu Lăutaru” | — |